# Hirtelen halál (film)
A Hirtelen halál (Sudden Death) egy amerikai akciófilm, ami 1995-ben készült, Peter Hyams rendezésében, Jean-Claude Van Damme és Powers Boothe főszereplésével.

## Tartalom
|  | Alább a cselekmény részletei következnek! |

Darren McCord (Jean-Claude Van Damme) tűzoltó volt, amíg egy bevetés után meg nem hasonlott a munkájával, ezért azóta a pittsburgh-i hokistadion gondnokaként tevékenykedik. Feleségétől is elvált, de a hétvégére elviszi a gyerekeit, Emilyt (Whittni Whright) és Tylert (Ross Malinger) a munkahelyére a hokikupa mérkőzését megnézni. Az eseményen az alelnök (Raymond J. Barry) is részt vesz. Jól tudja ezt egy másik helyen titokban szintén az estre készülődő, állig felfegyverzett terroristacsoport is, élükön a hidegvérű ex-CIA ügynökkel, Joshua Foss-al (Powers Boothe). A terroristák be is szivárognak a stadionba magukat alkalmazottként kiadva, hogy ott bombákat helyezzenek el és a meccs kezdetekor megszállják a szeparált elnöki páholyt, túszul ejtve az alelnököt, a polgármestert, és a többi ott tartózkodó embert. Foss terve látszólag egyszerű: a kormány titkos alvószámláit akarja megcsapolni, az alelnök és a többi ember életével zsarolva az illetékeseket. Ha nem kapja meg amit akar szépen sorban kivégez néhány fontos embert a páholyban, és a meccs végére a stadiont is a levegőbe repíti. McCord lánya, Emily véletlenül szemtanúja lesz az egyik terrorista által elkövetett gyilkosságnak, ezért az Foss-hoz citálja a lányt, aki emiatt szintén túsz lesz. McCord a lánya keresésére indul mikor is belebotlik a terroristába, aki a hokicsapat kabalaállatának álcázta magát. Miután az rátámad összeverekednek, és McCordnak sikerül felülkerekednie ellenfelén. Nemsokára azonban egy újabb terroristával gyűlik meg a baja, akitől mielőtt elintézné megtudja, hogy túszejtés zajlik az épületben, amibe a lánya is belekeveredett. McCord ezután gerillaharcot indít Foss és emberei ellen, a lánya és mindenki más kiszabadítására. 
|  | Itt a vége a cselekmény részletezésének! |

## Szereplők
| Szereplő              | Színész               | Magyar hang   |
| --------------------- | --------------------- | ------------- |
| Darren McCord         | Jean-Claude Van Damme | Mihályi Győző |
| Joshua Foss           | Powers Boothe         | Vass Gábor    |
| Daniel Binder alelnök | Raymond J. Barry      | Szokolay Ottó |
| Emily McCord          | Whittni Whright       |               |
| Travis                | Ross Malinger         |               |
| Hallmark              | Dorian Harewood       | Jakab Csaba   |